# Operace Telemark

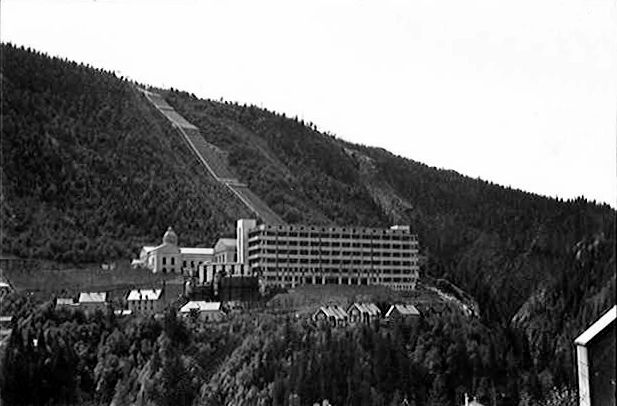
Vodní elektrárna Vemork v Rjukan. Budova, v níž se vyráběla těžká voda, stojí v popředí (snímek z roku 1935)

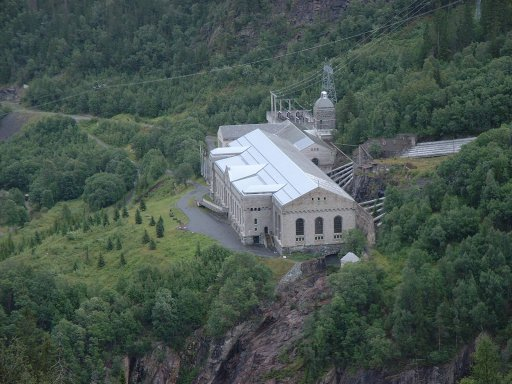
Vodní elektrárna Vemork v Rjukan. Budova v níž se vyráběla těžká voda stála před objektem na obrázku (snímek z roku 2003)

Operace Telemark, též boj o těžkou vodu, byla série spojeneckých sabotážních vojenských akcí za druhé světové války, které měly za cíl zničit továrnu na výrobu těžké vody Vemork u norského městečka Rjukan v kraji Telemark. Úspěchu bylo dosaženo operací Gunnerside v únoru 1943, která výrazně pomohla zpomalit německý jaderný program.

## Pozadí

Kraj Telemark

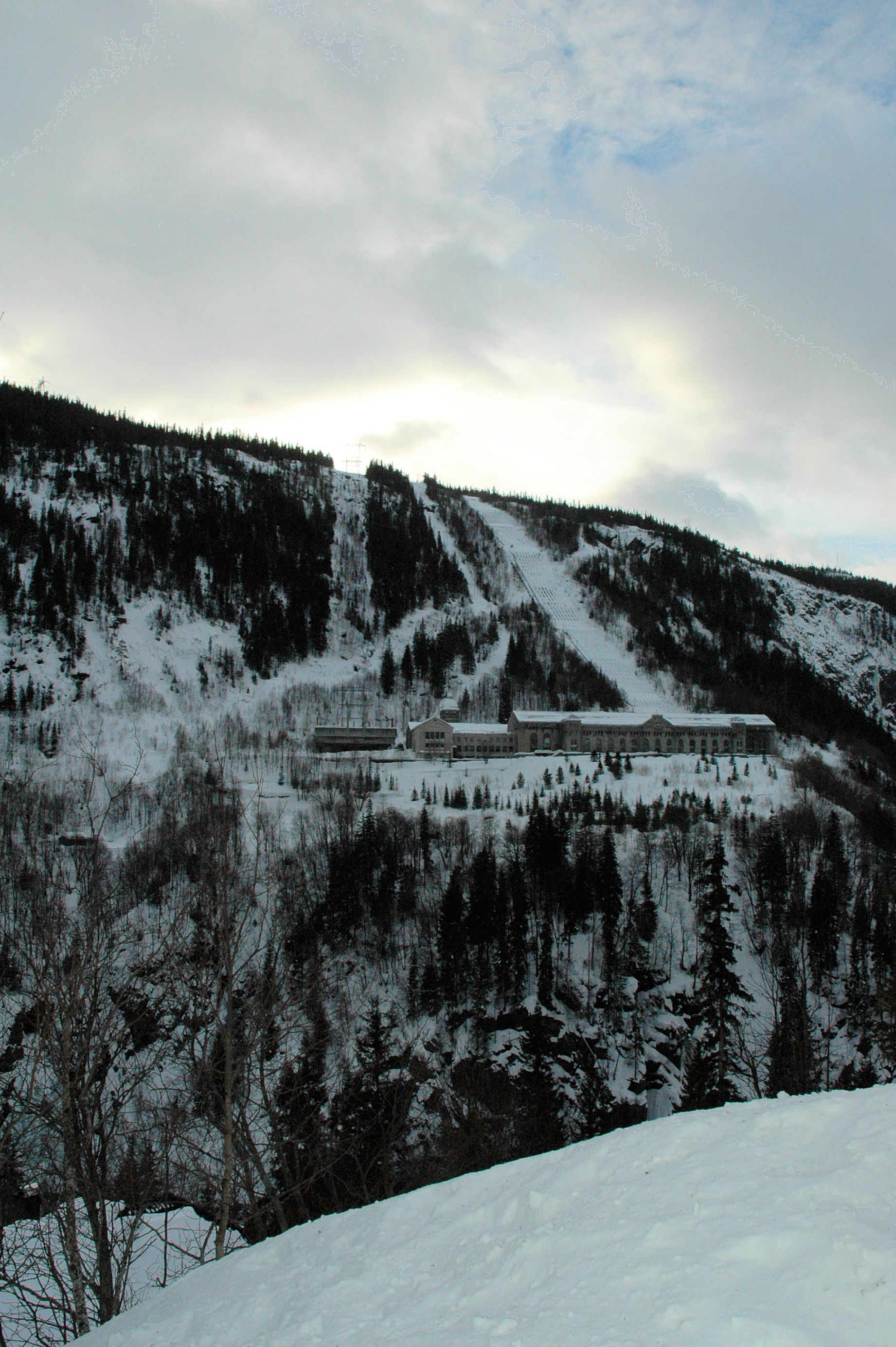
Vodní elektrárna Vemork v zimě

V létě 1941 se Adolf Hitler blížil k vrcholu moci. Většina západní Evropy včetně Norska byla dobyta a obsazena německou armádou. Dne 22. června začala Operace Barbarossa, při níž byl přepaden Sovětský svaz.
Ještě před začátkem druhé světové války se vědělo, že němečtí vědci v ústavu císaře Viléma pracují na jaderném projektu, ale další podrobnosti nebyly známy. Na podzim 1939 dostal prezident Franklin Delano Roosevelt dopis označovaný Einstein-Szilárdův list, protože text připravil Leó Szilárd (fyzik maďarského původu) a přesvědčil Einsteina, aby ho jako mnohem známější osoba podepsal. Oba dva a mnozí další vědci do USA uprchli před nacisty.
Text dopisu datovaný 2. srpna 1939 obsahuje mimo jiné varování o možnostech sestrojení zcela nového typu bomby nebývalé účinnosti a také explicitně zmiňuje zabrání československých uranových dolů Němci a vývoz veškeré rudy z Protektorátu Čechy a Morava jen do Německa. Tento a navazující dopisy či osobní schůzky prezidenta USA s vědci později vedly ke vzniku amerického projektu Manhattan (na kterém pracovalo též mnoho vědců z Evropy) a také k tomu, že Spojenci věděli o důležitosti těžké vody jako moderátoru neutronů.
Quislingovské Norsko bylo po operaci Weserübung okupováno nacistickým Německem. Norský král Haakon VII. uprchl do Anglie a v Londýně vytvořil vládu svobodného Norska. Jeho přítomnost v Británii posilovala hnutí odporu, i naděje obyvatel okupované země. Mezi Britskými ostrovy a Norskem pendlovala malá plavidla a rybářské lodě. Říkalo se jim shetlandský autobus. Ten umožnil mnoha norským vlastencům uniknout do Británie, kde mohli pokračovat v boji proti okupantům.
U zrodu všech akcí, které Britové naplánovali, stál norský vědec a chemik Leif Tronstad. Společně s kolegou Jomarem Brunem vymysleli a zavedli v roce 1934 masovou produkci těžké vody v elektrárně Vemork, jedinou v Evropě. Tronstad za okupace uprchl do Británie, kde se zapojil do protinacistického odboje. Díky jeho znalostem, schopnostem a vědeckým kontaktům pracoval postupně pro exilové norské ministerstvo obrany, norské vojenské velení a zpravodajskou službu. 
Prošel si partyzánským výcvikem pro sabotážní akce a jako hlavní plánovač sehrál významnou roli v úspěchu celé operace Gunnerside. Tehdy mu však Britové do Norska odletět nedovolili, byl pro ně příliš cenný. Zahynul měsíc před koncem války v roce 1945 poté, co si několik měsíců předtím přece jen vymohl nasazení a jako výsadkář se zúčastnil operace Sunshine v Norsku. In memmoriam získal nejvyšší norské a britské válečné vyznamenání.

## Průběh operace

### Zpráva zNorska
V létě 1941 dostala britská výzvědná služba varovnou zprávu z Norska. Němci nařídili zvýšení výroby těžké vody ve speciálním provozu u hydroelektrárny ve Vemorku. Tato pobočka elektrochemické továrny Norsk Hydro, umístěné v sousedním Rjukanu, od roku 1934 využívala produkci levné elektrické energie k elektrolýze vody a následné destilaci oxidu deuteria, tzv. těžké vody. V jaderném reaktoru, který používá oxid deuteria jako moderátor neutronů, lze z přírodního uranu 238 vyrábět plutonium, hlavní složku jednoho typu atomové bomby.

### Akce
Britští armádní velitelé se rozhodli využít k tajné akci proti továrně Vemork norské odbojáře, kteří uprchli ze své země do Velké Británie. Norové podstoupili tvrdý výcvik v jednotkách SOE.
Dne 19. října 1942 byla na norskou náhorní plošinu Hardangervidda vysazena čtyřčlenná skupina norských parašutistů s krycím názvem Grouse (Tetřev). Ta měla za úkol prozkoumat cíl a jeho okolí a připravit přistání jednotky britských ženistů.
Skupina Grouse se ohlásila do Británie a proto byla dne 19. listopadu 1942 zahájena operace s krycím názvem Freshman (Nováček). U jezera Møsvatn, jen několik kilometrů na západ nad Vemorkem, měly přistát dva kluzáky Airspeed Horsa, každý s dvěma piloty a patnácti vojáky z ženijních oddílů RAF na palubě. K místu plánovaného přistání je ve vleku na laně dopravovaly bombardéry Handley Page Halifax. Jeden bombardér ve špatném počasí a po ztrátě orientace havaroval, kluzáky sice nouzově přistály, ale daleko od místa, kde byly očekávány. Jejich posádka – přistání přežilo jen 23 mužů – se vzdala Němcům. Byli nejen vyslýcháni, ale – přestože byli v britských uniformách a vzdali se – byli mučeni, včetně raněných, a nakonec podle Hitlerova tajného rozkazu Kommandobefehl z 18. října 1942 všichni popraveni. Skupina Grouse se stáhla na náhorní plošinu, kde její příslušníci za krutých podmínek přečkali severskou zimu.
Po prvním neúspěšném pokusu (přistání kluzáků) bylo rozhodnuto vysadit paradesantní jednotku. Skupinu vybraných norských odbojářů vedl Joachim Ronneberg, jeho zástupcem byl Knut Haukelid, který o akcích napsal knihu (nejprve norsky, později vyšla i anglicky). Příprava spočívala kromě jiného v tom, že několik měsíců cvičně zkoušeli proniknout do makety továrny, kterou Britové pro tyto účely postavili. Šest Norů seskočilo dne 16. února 1943 asi 50 kilometrů od továrny. Po čtyřech dnech pochodu na lyžích se připojili k průzkumníkům původní skupiny, nyní pod krycím názvem Swallow (Vlaštovka).
Cesta k továrně Vemork vede přes hlubokou soutěsku, přes jediný, dobře osvětlený a hlídaný lanový most. Němci považovali svahy soutěsky za neprůchodné, a tak se soustředili na střežení mostu. Tady se ukázal význam toho, že byli vybráni právě norští odbojáři. Dobrá znalost terénu umocněná studiem leteckých snímků jim umožnila v noci 27. února 1943 překonat strž i tekoucí bystřinu a traverzem skalní stěny proniknout nepozorovaně až k objektu. Měli na sobě bílé maskovací obleky, pod nimi britské uniformy a v nich ukryté pilulky s prudkým jedem.
Do továrny se dostali přes vrata železniční vlečky. Pronikli až do provozní haly, upevnili nálože trhavin přímo na destilační kolony a detonátory nastavili na 2 minuty. Na poslední chvíli se Ronneberg rozhodl zkrátit zápalnou šňůru, aby nikdo výbuch nezmařil, i když tím zkrátil dobu na útěk na 30 sekund. Při ústupu zanechali na sněhu samopal Thompson jako důkaz toho, že jde o akci britských vojenských jednotek. Chtěli tak zamezit odvetným akcím Němců proti norským civilistům. Výbuch, který poté následoval, továrnu těžce poškodil.

## Výsledky operace
Výroba těžké vody byla obnovena až po třech měsících a ne v plném rozsahu. To výrazně zpomalilo německý projekt vývoje jaderné zbraně.
Diverzní skupina se stáhla na pustou náhorní plošinu Hardangervidda ve středním Norsku a vyslala do Londýna depeši o úspěchu akce. Velitel německých okupačních sil dal rozkaz pročesat okolí. Do Telemarku byla vyslána celá německá divize, ale všichni odbojáři unikli. Po překonání velkých potíží pět Norů uprchlo na lyžích přes hory až do neutrálního Švédska a byli letecky přepraveni do Anglie. Dva se dostali do Osla (kde jim pomohli další odbojáři) a čtyři zůstali v regionu. Churchill se zasadil o jejich vyznamenání.
Po obnovení výroby se Spojenci rozhodli pro letecký útok na továrnu s vědomím, že připraví o život desítky norských civilistů. Bombardování v létě 1943 pak skutečně proběhlo, ale poškození továrny bylo minimální. Tronstad již dříve upozorňoval, že příslušná výroba je v podzemí, kam bomby jen obtížně dosáhnou.
Bombardování však vedlo k tomu, že Němci se rozhodli výrobu zastavit a zásoby těžké vody i zařízení přesunout z Norska do Německa. Náklad se na cestu vydal v únoru 1944, nejprve po železnici, ale poté musel trajektem přes jezero Tinnsjå  (anglicky Tinn, resp. Lake Tinn). Plavbu zbylí norští odbojáři v čele s Knutem Haukelidem vyhodnotili jako nejzranitelnější místo na trase, do podpalubí umístili výbušniny v kufrech a trajekt SF Hydro (DF Hydro) se 20. února 1944 uprostřed jezera po výbuchu potopil. Zemřelo přitom 14 norských civilistů, kteří trajekt běžně využívali a 4 němečtí vojáci, 29 osob se podařilo zachránit, hlavně s pomocí místních rybářů.

## Historické zmínky
V roce 1948 byl natočen v koprodukci Norska a Francie polodokumentární film s názvem Boj o těžkou vodu, norsky Kampen om tungtvannet. Ve snímku si sami sebe zahráli skuteční přeživší norští odbojáři. V roce 1965 bylo natočeno výpravné britské filmové drama Hrdinové z Telemarku. Česká televize film znovu vysílala v sobotu 29. června 2024 a poté je po omezenou dobu dostupný také v iVysilání.
Příběh knižně zpracoval i český vědec a spisovatel František Běhounek pod titulem Rokle u Rjukanu.
V roce 2015 Norové natočili TV minisérii (3 × 87 minut) s názvem Kampen om tungtvannet. Některé scény byly natáčené v Praze (Národní muzeum, Právnická fakulta, Přírodovědecká fakulta, areál bývalých továren ve Vysočanech) a na dalších místech v ČR (Konopiště, letiště Benešov). Seriál pod názvem Boj o těžkou vodu odvysílala Česká televize v roce 2017 a opakovala jej v roce 2018.
Shodou okolností se Zimní olympijský hry v norském Lillehammeru v únoru 1994
konaly  v době 50. výročí potopení trajektu SF Hydro, a tak Knut Haukelid byl pozván do speciálního olympijského vydání televizního pořadu Charlese Kuralta, který vzdal hold všem účastníkům operace Telemark. Krátce nato onemocněl a zemřel dne 8. března 1994. Odbojář Joachim Ronneberg, nejmladší účastník operace, zemřel jako poslední člen skupiny v roce 2018 ve věku 99 let.

## Umělecké zmínky
Akce se stala námětem pro píseň Saboteurs z alba Coat of Arms švédské powermetalové skupiny Sabaton (každá píseň tohoto alba se zabývá jinou událostí druhé světové války, např. bitva u Midwaye, Varšavské povstání nebo kanadští a českoslovenští piloti RAF v bitvě o Británii).